# Wilhelm Kellermann (Romanist)
Wilhelm Kellermann (* 19. Juni 1907; † 14. Januar 1980) war ein deutscher Romanist und Mediävist.

## Leben und Werk
Kellermann promovierte in Würzburg mit Studien zu Charles-Louis Philippe, 1874-1909 (Wertheim 1931) und habilitierte sich ebenda 1934 über Aufbaustil und Weltbild Chrestiens von Troyes im Percevalroman (Halle 1936, Nachdruck 1967). Er lehrte bis 1940 in Würzburg, dann in Göttingen, zuerst als außerordentlicher, ab 1943 als ordentlicher Professor. Von 1969 bis 1971 war er Präsident der Internationalen Artusgesellschaft.

## Weitere Werke
- (Hrsg.) Blaise Pascal, Pensées sur la religion et sur quelques autres sujets, Göttingen 1947